# Chiesa di San Giovanni Battista (Mozzo)
La chiesa di San Giovanni Battista è la parrocchiale di Mozzo, in provincia e diocesi di Bergamo, facente parte del vicariato di Mapello-Ponte San Pietro.

## Storia
Una chiesa presente sul territorio di Mozzo è indicata negli atti del sinodo di Bergamo del 1304 voluto da neoeletto vescovo Giovanni da Scanzo. 
Il 23 settembre 1575 la chiesa fu visitata da san Carlo Borromeo arcivescovo di Milano, dalla cui relazione si evince che vi era annesso un monastero che ospitava le monache del monastero benedettino della chiesa di Santa Grata di via Arena in Bergamo.

La chiesa risulta citata nel “nota ecclesiarum” ordinato da Bernabò Visconti, del 1360, elenco dei benefici delle diverse chiese e monasteri di Bergamo per poterne definire i dazi e i tributi da versare alla famiglia Visconti di Milano. La chiesa godeva di sei benefici ed era inserita nel primacerio di Scano, fino alla formazione dei vicariati forensi: “Acta synodalia bergomensis ecclesiae” voluti dal vescovo Federico Corner
Gli atti delle diverse visite pastorali che si susseguirono nei secoli e che sono conservati negli archivi della curia di Bergamo permettono una ricostruzione della storia dell'edificio di culto.
La relazione della visita pastorale di san Carlo Borromeo del 23 settembre 1575, indica ancora la presenza delle monache benedettine di Santa Grata che ne godevano di giuspatronato; vi erano inoltre quattro prelati e un curato pagato dalla comunità. La chiesa godeva del giuspatronato di diverse congregazioni, di cui quella del Santissimo Sacramento che gestiva l'altare maggiore. Solo nel  “Beneficiorum ecclesiasticorum” stilato nel 1577 la chiesa viene citata per la prima colta con la doppia dedicazione: san Giovanni Battista e Salvatore.
Nel 1666 la chiesa fu inserita nel “Sommario delle chiese di Bergamo”, elenco redatto dal cancelliere della curia vescovile Giovanni Giacomo Marenzi.
Il vescovo Giovanni Paolo Dolfin negli atti della sua visita pastorale del 25 aprile 1781, relazionò che la chiesa aveva quattro altari e era parrocchiale, uno di questi era dedicato a san Carlo Borromeo, e che le funzioni erano ufficiate dal parroco, un cappellano rimuovibile e tre chierici, che dovevano servire anche gli edifici di culto presenti sul territorio di Mozzo.
La chiesa fu riedificata nel Novecento con la posa della prima pietra il 24 ottobre 1926 da parte del vescovo Luigi Maria Marelli, su progetto del 1921 dell'architetto Giuseppe Odoni, al quale farà seguito Dante Fornoni figlio dell'ingegnere Elia Fornoni. La consacrazione il 10 dicembre 1932 dal vescovo coadiutore Adriano Bernareggi. La chiesa fu inserita nel vicariato locale di Mapello-Ponte San Pietro dal vescovo Giulio Oggioni con decreto del 27 maggio 1979.

## Descrizione

### Esterno
L'edificio, preceduto da un ampio sagrato con pavimentazione in lastre di pietra e bolognini di porfido, ha l'orientamento con l'abside rivolta a nord. La facciata composta di pietra a vista è tripartita da lesene e in due settori da una cornice marcapiano. Centralmente nella prima sezione vi è il portale con contorni in cemento sagomato e completo di cornice semicircolare. Lateralmente vi sono poste in nicchie due statue di santi. Un grande rosone è posto centralmente sulla facciata, con cornice in cotto. La facciata termina con il grande timpano triangolare. Tra le due sezioni le lesene si dividono in doppie colonne complete di capitelli completi di capitelli dentellati che sostengono la cornice.

### Interno
L'interno a navata unica si sviluppa su cinque campate divise da colonne che poggianti su alto basamento terminano con capitelli che reggono il cornicione che percorre tutta l'aula, da dove parte la copertura voltata a botte. Nella prima campata a sinistra vi è il fonte battesimale, a cui corrisponde a destra la zona penitenziale con il confessionale.
La seconda campata è dedicata all'altare del Transito di San Giuseppe, a cui corrisponde a destra quello dedicato a sant'Antonio abate. In quella successiva vi sono gli ingressi laterali. La quarta campata vi è l'altare del Crocifisso a sinistra, a cui corrisponde a destra quello dedicato alla Madonna del Santissimo Rosario. La zona presbiteriale è sopraelevata da cinque gradini e presenta la copertura voltata a botte, mentre il coro è a coperto a catino..